# Die Hexe von Norderoog
Die Hexe von Norderoog è un film muto del 1919 diretto da Hubert Moest.

## Produzione
Il film fu prodotto dalla compagnia berlinese Eiko Film GmbH.

## Distribuzione
Uscì nelle sale cinematografiche tedesche con un visto di censura del luglio 1919. Sia a Berlino che a Monaco, la censura ne vietò la visione ai minori.